# Avenue Édouard-Belin
L'avenue Édouard-Belin (en occitan : avenguda Édouard Belin) est une voie publique de Toulouse, chef-lieu de la région Occitanie, dans le Midi de la France. Elle se trouve dans le secteur 5 - Sud-Est.

## Situation et accès

### Voies rencontrées
L'avenue Édouard-Belin rencontre les voies suivantes, dans l'ordre des numéros croissants (« g » indique que la rue se situe à gauche, « d » à droite) :
1. Avenue de l'Aérodrome-de-Montaudran (g)
2. Avenue de Lespinet (d)
3. Périphérique (A620) - Échangeur no 20
4. Rond-point Jean-Lagasse
5. Rond-point Guy-du-Merle
6. Avenue du Colonel-Roche (d)
7. Rond-point du CNES
8. Pont Joseph-Roig

## Odonymie
L'avenue porte le nom d'Édouard Belin (1876-1963). Il fut d'abord l'élève du célèbre photographe Nadar. Il permit le développement de la téléphotographie (en) grâce à l'invention du bélinographe, un appareil de transmission à distance des photographies largement utilisé par la presse entre les années 1930 et 1980.

## Patrimoine et lieux d'intérêt

### Établissements d'enseignement et de recherche
- no  1 : Centre de ressources, d'expertise et de performance sportive (CREPS).
Le premier château de Lespinet est construit au XVIIIe siècle. Il consiste en un imposant logis, complété par des bâtiments de communs, mais aussi par un ensemble de bâtiments agricoles et un pigeonnier. Il appartient, en 1829, à Étienne Ramel, maître de poste. Il est acheté au milieu du XIXe siècle par Louis Courtois (1837-1912), banquier et héritier de la banque Courtois. Il fait démolir l'ancienne demeure pour faire construire le château actuel dans le goût de l'époque, où il donne des réceptions somptueuses. En 1940, le château est réquisitionné en 1940 par l'État qui y installe l'école des cadres des chantiers de jeunesse de la région Pyrénées-Gascogne. En 1945, il abrite un centre d'éducation populaire, transformé en 1953 en centre d'éducation physique et de sports. Le domaine est aménagé pour répondre à cette nouvelle fonction : un stade et plusieurs équipements sportifs sont construits. En 1986, le domaine devient le Centre de ressources, d'expertise et de performance sportive de Toulouse. 
L'édifice est d'un style éclectique caractéristique de la monarchie de Juillet et du Second Empire, qui mêle les influences néogothiques, Renaissance et classiques. Le goût pour un style parisien se trouve dans les influences du gothique francilien, comme dans l'utilisation des matériaux (pierre pour la construction, ardoise pour les toitures).

- no  2 : Office national d'études et de recherches aérospatiales (ONERA).
- no  7 : École nationale de l'aviation civile (ENAC).
- no  10 : Institut supérieur de l'aéronautique et de l'espace (ISAE-Supaéro).